# Zeitungen und Zeitschriften in Hemer
Zeitungen und Zeitschriften in Hemer gibt es seit 1886, als die erste Lokalzeitung ihre Arbeit aufnahm. In den folgenden Jahrzehnten unterhielten unterschiedliche Verlage Redaktionsbüros in Hemer. Seit dem Jahr 2000 befindet sich der Iserlohner Kreisanzeiger und Zeitung allerdings in einer Monopol-Stellung als einzige Zeitungsredaktion der Stadt. Viermal jährlich veröffentlicht der Bürger- und Heimatverein Hemer zudem die Zeitschrift Der Schlüssel, die vor allem heimatkundliche Berichte enthält. Ähnliches gilt für die monothematische Zeitschrift Die Fibel, die in unregelmäßigen Abständen erscheint.

## Lokalzeitungen

### Anfänge der Hemeraner Presse
Lokalzeitungen gibt es in Hemer seit 1886, als die „Hemer-Zeitung“ vermutlich erstmals erschien. Ein Buchdrucker produzierte für die 5.000 Einwohner der Gemeinde eine Auflage von 400 Exemplaren, musste den Druck aus wirtschaftlichen Gründen ein Jahr später aber wieder aufgeben. Inzwischen sind keine Exemplare der „Hemer-Zeitung“ mehr erhalten.
Am 22. März 1893 erschien die Erstausgabe der „Hemerschen Zeitung. Allgemeiner Anzeiger für den Amtsbezirk Hemer und Umgebung“, die erst zweimal, aber Oktober 1893 dreimal wöchentlich herausgegeben wurde. Nachdem die Bevölkerungszahl um die Jahrhundertwende stark zugenommen hatte, erschien die Zeitung ab 1905 täglich. Verleger und Herausgeber des Blattes waren die Gebrüder Burris, die die Hemeraner Presse bis zum Ende des Zweiten Weltkriegs prägten. 1909 nahmen die Herausgeber den Untertitel „Märkischer Landbote. Unabhängige Tageszeitung und Generalanzeiger für den gesamten östlichen Landkreis Iserlohn und die angrenzenden Gebiete der Kreise Arnsberg und Hamm“ hinzu, der ab 1917 als Haupttitel fungierte.
Nach eigenen Angaben vertrat die Hemersche Zeitung einen unparteiischen Standpunkt, wird aber dennoch dem nationalliberalen und antisozialistischen Bereich zugeordnet. 1917 wurde der Landbote „Amtliches Bekanntmachungsorgan“ des Kreises Iserlohn und des Hemeraner Amtes, bis die Amtsversammlung am 5. Juni 1934 nach der Machtergreifung der Nationalsozialisten entschied, die Bekanntmachungen künftig in der Westfälischen Landeszeitung – Rote Erde zu veröffentlichen. Den Hemeraner Herausgebern fiel damit eine wichtige Einnahmequelle weg, so dass sie noch im selben Jahr die Verlagsrechte an den Iserlohner Kreisanzeiger verkauften. Am 23. Juli 1934 erschien der letzte „Märkische Landbote“.
Die Auflage war von 600 gedruckten Exemplaren 1895 bis 1914 auf das Sechsfache gestiegen. Kurz vor Einstellung wurde täglich knapp 2.700 Exemplare produziert. Als „Iserlohner Kreisanzeiger und Zeitung“ mit den Untertiteln „Hemersche Zeitung“ und „Märkischer Landbote“ erschien das Blatt bis zum 12. April 1945. Die Zeitung, die in den letzten Jahren der Weimarer Republik der Deutschnationalen Volkspartei nahestand, wurde von den nationalsozialistischen Machthabern akzeptiert und konnte so recht problemlos bis zum Einmarsch der US-Streitkräfte erscheinen.

### Parteipolitische Pressetitel
Durch die Weltwirtschaftskrise und das Erstarken extremer Parteien in der Weimarer Republik erschienen auch in Hemer zunehmend parteipolitische Blätter. Dabei ist vor allem in den stark industriell geprägten Ortsteilen wie Sundwig die KPD besonders stark vertreten. Vermutlich ab April 1930 erschien so wöchentlich das KPD-Parteiblatt „Der Volltreffer. Organ der Hemerschen Arbeiterschaft“, das in erster Linie unter Fabrikarbeitern in Hemer, Sundwig und Deilinghofen verbreitet war. In Sundwig, wo das Blatt auch produziert wurde, erreichte die KPD bei der Reichstagswahl im November 1932 zum Beispiel 41,4 Prozent.
Die ersten drei, jeweils sechsseitigen Ausgaben waren politisch bereits so heikel, dass der Hauptgesellschafter und der Betriebsleiter des Sundwiger Messingwerks gegen die beiden Herausgeber daraufhin Klage wegen Beleidigung einreichten. Der Iserlohner Richter verurteilten die Angeklagten daraufhin tatsächlich zu Geldstrafen etwa in der Höhe eines wöchentlichen Lohns. Zu Beginn des Jahres 1932 folgte eine weitere Geldstrafe.
Ab dem Herbst 1931 wurde die Zeitung als Flugblatt behandelt und unterstand dementsprechenden Zensurregelungen. Daraufhin änderten die Sundwiger Herausgeber den Titel in „Die Einheitsfront. Organ der Hemerschen Arbeiterschaft“, im Sommer 1932 in „Sprachrohr der deutschen Einheitsfront“. Von Dezember 1932 bis zum Verbot 1933 firmierte das nur noch vierseitige Blatt wieder als „Volltreffer“. Als Hauptgegner attackiert das Blatt in erster Linie NSDAP und SPD.
Als Gegenpart wurde seit 1932 die nationalsozialistische Zeitung „Der Arbeiter. Wochenschrift der Nationalsozialistischen Betriebszellen-Organisation Abteilung Gross-Hemer“ veröffentlicht. Das Blatt ähnelt der KPD-Schrift von Umfang und Gestaltung her. Inhaltlich greifen die Redakteure in erster Linie die Kommunistische Partei an.
Die Ansichten der SPD vertrat im Hemeraner Raum vor allem die „Neue Freie Presse“ aus Lüdenscheid, die 1919 als Tendenzblatt der USPD gegründet wurde. Auch die NS-Parteizeitung „Westfälische Landeszeitung – Rote Erde“ aus dem Ruhrgebiet erschien in den späten Jahren der Weimarer Republik und nach der NS-Machtergreifung in Hemer.

### Hemeraner Presse nach 1945
Nach Kriegsende wurden amtliche Bekanntmachungen in offiziellen Blättern der britischen Besatzungsmacht veröffentlicht, die bis 1950 erschien. 1946 genehmigten die Alliierten die Gründung des CDU-Lizenzblattes Westfalenpost, die im Laufe der Zeit auch ein Redaktionsbüro in Hemer eröffnete. Als der SPD nahestehend wurde die Westfälische Rundschau ab 1947 in Hemer veröffentlicht. Die Iserlohner Redaktion übernahm dabei auch die Berichterstattung aus Hemer. Der Iserlohner Kreisanzeiger erschien dagegen erst nach Inkrafttreten des Grundgesetzes 1949 wieder. Verlegern, die bereits vor 1945 aktiv waren, war Pressearbeit zwischen Kriegsende und Staatsgründung noch verboten.
In den ersten Nachkriegsjahren waren auch Tendenzblätter anderer Parteien in Hemer verbreitet. Für die Deutsche Zentrumspartei erschienen der „Neue Westfälische Kurier“ aus Werl, die „Rhein-Ruhr-Zeitung“ aus Essen und das „Märkische Volksblatt“ aus Hamm. FDP-Lizenzblatt war das „Westdeutsche Tageblatt“ mit Sitz in Dortmund. Aus der KPD entstammten das „Westdeutsche Volksecho“ und die „Freiheit“, die in den 1950er-Jahren verboten wurden.
Als Wochenzeitung war die „Felsenmeer-Zeitung. Unabhängiges Lokalblatt für die Stadt und das Amt Hemer“ konzipiert, die 1955 an den Start ging und gegen Ende der 1950er-Jahre wieder eingestellt wurde. Der „Hemer-Kurier“ erschien ab 1980 im vierzehntäglichen Rhythmus, später ebenfalls als Wochenzeitung. Insgesamt 1.600 verkaufte Exemplare genügten aber nicht zum wirtschaftlichen Betrieb, weshalb die Zeitung in ein Anzeigenblatt umgewandelt wurde. Als auch dieses Prinzip wegen zu weniger Inserenten fehlschlug, wurde der Titel 1988 an den Wichelhoven-Verlag verkauft, der auch den IKZ herausgibt. Als „Märkischer Anzeiger“ lief das Blatt noch bis zur Einstellung im Jahr 1993.
Bei den Tageszeitungen hatte der Iserlohner Kreisanzeiger mit einem Marktanteil von etwa zwei Dritteln den größten Erfolg. 1982 erschien das Blatt mit einer Auflage von rund 25.000 Exemplaren. Weniger erfolgreich war die Rundschau, die weiterhin in Iserlohn eine Redaktion für beide Städte betrieb. 1992 lag die IKZ-Auflage bei 28.000 Exemplaren, von denen etwa 7.000 in Hemer vertrieben wurden.

Logo der Hemeraner Stadtspiegel-Ausgabe

Jeden Mittwoch erscheint seit Oktober 1978 das kostenlose Anzeigenblatt „Stadtspiegel“, dessen Iserlohner Redaktion auch den Hemeraner Titel erstellt. Seit 1998 wird zusätzlich eine Sonntagsausgabe erstellt. Seit 1990 wird der „Wochenkurier“, dessen Redaktion Iserlohn-Letmathe-Hemer ebenfalls in Iserlohn sitzt, jeden Samstag verteilt. Beide Titel haben eine Auflage von über 60.000 Exemplaren pro Ausgabe.

### Veränderungen seit 1990
Ende der 1980er-Jahre kam es zu größeren Veränderungen in der Hemeraner Presse. Die WAZ-Gruppe, die bereits die Westfalenpost in Hemer herausgab und die Mehrheit an der Westfälischen Rundschau hielt, übernahm eine Beteiligung am Iserlohner Kreisanzeiger. In diesem Zusammenhang wurde die WP-Redaktion in Hemer geschlossen und die Leser an den IKZ übergeben. Der Kreisanzeiger übernahm im Gegenzug den überregionalen WP-Mantel und beendete damit die Zusammenarbeit mit der Verlagsgruppe von Dirk Ippen. Dieser reagierte 1990 und gründete die „Neue Hemeraner Presse“, die nach zehn Monaten im Dezember 1990 wieder eingestellt wurde. Die Iserlohner Redaktion hatte zuvor auch den Hemeraner Lokalteil betreut, bevor in Hemer ein eigenes Redaktionsbüro eröffnet wurde, das sechs Wochen später wieder schloss.
Erfolgreicher verlief die Gründung einer Hemeraner WR-Redaktion 1989. Wenngleich zuvor nur wenige Hemeraner die in Iserlohn erstellten Lokalseiten lasen, konnte sich die Rundschau in der Felsenmeerstadt etablieren. Im Herbst 2000 wurde allerdings auch dieses Lokalbüro geschlossen. Die WR erscheint weiterhin, übernimmt den Lokalteil aber seitdem vom IKZ. Beide Blätter werden vom Verlag „IKZ/AV“ vertrieben und im Druckzentrum Hagen-Bathey produziert. Die IKZ-Lokalredaktion beschäftigt drei fest angestellte und einige freie Redakteure.

## Sonstige Zeitschriften

### Der Schlüssel

Das Cover des Schlüssels hatte sich von der ersten Ausgabe bis 2021 kaum verändert.

Der Bürger- und Heimatverein Hemer e.V. veröffentlicht seit 1955 die Zeitschrift Der Schlüssel. Blätter der Heimat für Stadt und Amt Hemer, die sich heimatgeschichtlichen Themen widmet. Redakteure sind ehrenamtliche Mitarbeiter des Heimatvereins, außerdem erscheinen regelmäßig Gastbeiträge von Politikern und weiteren öffentlichen Personen zu aktuellen Themen in Hemer und der Region. Bis 2021 erschien die Zeitschrift viermal jährlich. Die Rubrik Kleine Heimatchronik beinhaltete eine Auflistung tagesaktueller Geschehnisse in Hemer und erschien seit 1960 in jedem Heft. Initiator des Projekts war der Heimatforscher Friedhelm Treude, der in den ersten Jahren bis zu seinem Tod 1975 auch die Schriftleitung übernahm. Seit 2022 wird Der Schlüssel als Jahrbuch herausgegeben.

### Die Fibel
Die Fibel ist eine Schriftreihe, die unregelmäßig erscheint und jeweils ein heimatkundliches Thema vertieft. Bisher sind elf Hefte zu folgenden Themen erschienen:
- Landrat Peter Eberhard Müllensiefen im Dienste der Öffentlichkeit, erschienen 1963
- Der Münzschatzfund von Hemer-Westig 1949, erschienen 1967
- Friedrich Erdmann – Missionar in Labrador, erschienen 1968
- Der Raum Hemer unter napoleonischer Fremdherrschaft, erschienen 1973
- Alter Bergbau im ehemaligen Amt Hemer, erschienen 1980
- Kirchen, Glocken, Orgeln im Stadtgebiet Hemer, erschienen 2001
- Hemeraner Schulgeschichte(n), erschienen 2007
- Familie Pfänder, erschienen 2007
- Hemeraner Schulgeschichte(n), Teil II, erschienen 2013
- Bibliographie Hemer, erschienen 2017
- Chronologie St. Vitus, erschienen 2019

### General-Anzeiger für Philatelie
Der Hemeraner Christian Sauerland brachte mit dem General-Anzeiger für Philatelie 1883 die erste Briefmarkenzeitschrift der Welt heraus. Durch seine Arbeit in einer Papierfabrik lernte Sauerland Briefmarken als Freizeitgestaltung kennen. Im Alter von 24 Jahren veröffentlichte er die erste Ausgabe des General-Anzeigers, dessen Veröffentlichungs-Rhythmus anfangs einen Monat, später noch 10 Tage betrug. Die Auflage stieg bis auf 30.000 Exemplare, von denen etwa 40 Prozent ins Ausland geliefert wurden. Die Hefte hatten einen Umfang von rund 30 Seiten. Bis 1900 wurde der General-Anzeiger zum offiziellen Verkündungsorgan von Briefmarkenvereinen aus der ganzen Welt, auch die Inserate wurden weltweit geschaltet. Um diese Zeit gab Sauerland seine Anstellung bei der Papierfabrik auf, um sich ganz der Zeitschrift zu widmen. 1908 verlagerte er den Verlag nach Ludwigslust. Die Zeitschrift erschien bis zu Sauerlands Tod 1944 sowie zwischen 1949 und den 1950er-Jahren.